# Гонсалес, Кристиан (1996)
Кри́стиан Марсе́ло Гонса́лес Тасса́но (исп. Cristian Marcelo González Tassano; род. 23 июля 1996, Монтевидео) — уругвайский и итальянский футболист, защитник.

## Клубная карьера
Начинал заниматься футболом в родном городе Монтевидео в молодёжных командах «Пеньяроля». В декабре 2010 года присоединился к «Данубио» — клубу из того же города.
7 марта 2015 года дебютировал за «Данубио» в матче 3-го тура Клаусуры чемпионата Уругвая против «Монтевидео Уондерерс» (0:0), отыграв все 90 минут и отличившись жёлтой карточкой. 18 марта 2015 года дебютировал в Кубке Либертадорес в домашнем матче против «Коринтианс» (1:2).
23 августа 2016 года подписал четырёхлетний контракт с «Севильей». Но за основную команду так и не сыграл, принимая участие лишь в матчах фарм-клуба «Севилья Атлетико».
15 августа 2018 года был отдан в аренду в «Твенте». Проведя на поле 33 матча, помог клубу вернуться в высший дивизион Нидерландов спустя один сезон отсутствия.
14 августа 2019 года вернулся в Испанию, согласившись на однолетнюю аренду в «Мирандес». В январе 2020 года он вернулся в «Севилью», но сразу же отправился в аренду в аргентинский клуб «Росарио Сентраль». Проведя всего две игры за «Росарио Сентраль», Гонсалес расторг своё соглашение с «Севильей» и отправился в Португалию, чтобы подписать контракт с «Санта-Кларой».
24 октября 2020 года дебютировал за команду в матче чемпионата Португалии против лиссабонского «Спортинга» (1:2).
В начале февраля 2023 года перешёл на правах свободного агента в «Химки». Дебютировал за команду 3 марта 2023 года в матче чемпионата России против «Факела» (1:1), проведя на поле все 90 минут. По окончании сезона клуб занял 15-е место и вылетел в первую лигу.
1 сентября 2023 года был отдан в аренду в португальский клуб «Торренсе».

## Карьера в сборной
В апреле 2015 года был впервые вызван в сборную Уругвая до 20 лет. Дебютировал в товарищеском матче против сборной Гондураса (U-20), в котором был удалён на 79-й минуте встречи. Всего за команду провёл четыре матча.

## Достижения
Клубные
«Твенте»
- Победитель Эрстедивизи: 2018/19

## Статистика выступлений

### Клубная
| Выступление        | Выступление      | Выступление      | Лига | Лига | Кубки | Кубки | Международные | Международные | Итого | Итого |
| Клуб               | Лига             | Сезон            | Игры | Голы | Игры  | Голы  | Игры          | Голы          | Игры  | Голы  |
| ------------------ | ---------------- | ---------------- | ---- | ---- | ----- | ----- | ------------- | ------------- | ----- | ----- |
| Данубио            | Примера          | 2014/15          | 9    | 0    | —     | —     | 4             | 0             | 13    | 0     |
| Данубио            | Примера          | 2015/16          | 22   | 0    | —     | —     | —             | —             | 22    | 0     |
| Данубио            | Итого            | Итого            | 31   | 0    | —     | —     | 4             | 0             | 35    | 0     |
| Севилья Атлетико   | Сегунда          | 2016/17          | 17   | 1    | —     | —     | —             | —             | 17    | 1     |
| Севилья Атлетико   | Сегунда          | 2017/18          | 14   | 1    | —     | —     | —             | —             | 14    | 1     |
| Севилья Атлетико   | Итого            | Итого            | 31   | 2    | —     | —     | —             | —             | 31    | 2     |
| → Твенте           | Эрстедивизи      | 2018/19          | 33   | 0    | 2     | 0     | —             | —             | 35    | 0     |
| → Твенте           | Итого            | Итого            | 33   | 0    | 2     | 0     | —             | —             | 35    | 0     |
| → Мирандес         | Сегунда          | 2019/20          | 10   | 0    | 2     | 1     | —             | —             | 12    | 1     |
| → Мирандес         | Итого            | Итого            | 10   | 0    | 2     | 1     | —             | —             | 12    | 1     |
| → Росарио Сентраль | Суперлига        | 2019/20          | 2    | 1    | 0     | 0     | —             | —             | 2     | 1     |
| → Росарио Сентраль | Итого            | Итого            | 2    | 1    | 0     | 0     | —             | —             | 2     | 1     |
| Санта-Клара        | Примейра-лига    | 2020/21          | 2    | 0    | —     | —     | —             | —             | 2     | 0     |
| Санта-Клара        | Примейра-лига    | 2021/22          | 20   | 0    | 3     | 0     | 0             | 0             | 23    | 0     |
| Санта-Клара        | Примейра-лига    | 2022/23          | 13   | 1    | 2     | 0     | —             | —             | 15    | 1     |
| Санта-Клара        | Итого            | Итого            | 35   | 1    | 5     | 0     | 0             | 0             | 40    | 1     |
| Химки              | Премьер-лига     | 2022/23          | 6    | 0    | —     | —     | —             | —             | 6     | 0     |
| Химки              | Первая лига      | 2023/24          | 1    | 0    | 0     | 0     | —             | —             | 1     | 0     |
| Химки              | Итого            | Итого            | 7    | 0    | 0     | 0     | —             | —             | 7     | 0     |
| Всего за карьеру   | Всего за карьеру | Всего за карьеру | 149  | 4    | 9     | 1     | 4             | 0             | 162   | 5     |